# Гербера (БПЛА)
Гербера (БПЛА) — российский беспилотный летательный аппарат (БПЛА), используемый в военных действиях России против Украины. Этот дрон является упрощенной и более дешевой версией иранского дрона-камикадзе Shahed-136.

## Особенности конструкции
Корпус «Герберы» изготовлен из пенопласта, что делает его легким и относительно дешевым в производстве. Внутренние компоненты дрона размещены в корпусе из фанеры. Такая конструкция позволяет снизить затраты на производство и упростить процесс сборки.
Корпус из пенопласта обеспечивает дрону небольшой вес, что увеличивает его маневренность и дальность полета. Использование таких материалов также делает Герберу менее заметной для радаров.

### Технические характеристики
«Гербера» оснащена 4G-модемом для передачи видео в режиме реального времени, что позволяет использовать мобильные сети для коммуникации. Это обеспечивает высокоскоростную передачу данных на большие расстояния, что особенно важно для разведки.
Дальность полета дрона может достигать до 300 км без боевой нагрузки. Это позволяет использовать «Герберу» для длительных разведывательных миссий и наблюдений за объектами противника. Благодаря своей конструкции и оборудованию, дрон может эффективно функционировать в сложных условиях.

## Функциональность и применение
Гербера может выполнять различные задачи, включая разведку, наблюдение, нанесение ударов и отвлечение средств противовоздушной обороны. Благодаря своей низкой стоимости, дрон может быть использован как ложная цель, что усложняет работу ПВО противника. Также возможно формирование роев из нескольких дронов для массированных атак.
28 июля подразделение ВС РФ "Сталинские соколы", связанное с особой экономической зоной "Алабуга", где россияне производят БПЛА "Шахеды", опубликовало видео-презентацию "Гербер". В ролике несколько беспилотников белого цвета кружатся в небе, а черный аппарат атаковал условную цель и взорвался.